# Summer Festival Tour 2006
Pour les articles homonymes, voir Summer Festival (homonymie).
Summer Festival Tour 2006 est la 2e tournée du groupe allemand Tokio Hotel. Elle est selon certains le prolongement de la tournée Schrei Tour. Elle a débuté le 6 juillet et s'est terminée le 28 novembre 2006. Elle a traversé 4 pays : Allemagne, Autriche, Luxembourg et France.

## Set-List
1. Jung Und Nicht Mehr Jugenfrei
2. Beichte
3. Ich Bin Nicht Ich
4. Schrei
5. Leb' Die Sekunde
6. Schwarz
7. Laß Uns Hier Raus
8. Gegen Meinen Willen
9. Durch Den Monsun
10. Thema Nr. 1
11. Wenn Nichts Mehr Geht
12. Rette Mich
13. Freunde Bleiben
14. Der Letzte Tag
15. Frei Im Freien Fall
16. Unendlichkeit
17. Durch Den Monsun

## Dates et lieux des concerts
- 06/07/2006 - Gelsenkirchen - Allemagne
- 07/07/2006 - Herford - Allemagne
- 15/07/2006 - Mannheim - Allemagne
- 16/07/2006 - Aurich - Allemagne
- 21/07/2006 - Salzburg - Autriche
- 29/07/2006 - Neumarkt - Allemagne
- 12/08/2006 - Grobming - Autriche
- 18/08/2006 - Itzehoe - Allemagne
- 19/08/2006 - Meppen - Allemagne
- 25/08/2006 - Aachen - Allemagne
- 02/09/2006 - Esch / Alzette - Luxembourg
- 03/09/2006 - Saint Goarshausen - Allemagne
- 28/09/2006 - Paris - France - Trabendo
- 26/11/2006 - Paris - France - Bataclan
- 28/11/2006 - Lyon - France - Le transbordeur

## Musiciens
- Bill Kaulitz : Voix
- Tom Kaulitz : Guitare
- Georg Listing : Bassiste
- Gustav Schäfer : Batterie